# L'Éternel Mari
L'Éternel Mari (Вечный муж) est un roman  de l'écrivain russe Fiodor Dostoïevski écrit pendant son séjour à Dresde et publié en 1870 dans la revue L'Aube.

## Personnages
- Alexeï Ivanovitch (Veltchaninov)
- Pavel Pavlovitch Troussotzky
- Lisa

Selon plusieurs critiques pour le personnage de Troussotzky, Dostoïevski s'est inspiré de la personnalité de Stepan Ianovski qui était son médecin personnel et avait connu des démêlés  avec son épouse.  

## Analyse
Le philosophe René Girard en a donné un résumé dans Mensonge romantique et Vérité romanesque.
Veltchaninov, tout occupé à une affaire juridique, repère pourtant un homme étrange, « un monsieur qui portait un crêpe à son chapeau », et qu'il ne cesse de croiser. Jusqu'à ce que l'homme vienne frapper à sa porte, en pleine nuit, et que Veltchaninov reconnaisse celui qui, neuf ans auparavant, était le mari de sa maîtresse. La femme est morte, mais le mari ne peut se défaire de la fascination qu'il éprouve pour l'ex-amant. Au point de lui amener « sa » fille (celle de l'autre en réalité), qu'il laisse mourir (par indifférence ou vengeance ?). Au point de l'associer à ses projets de remariage avec un tendron.
À partir d'un scénario de vaudeville, Dostoïevski bâtit une fable angoissante sur la fatalité des rapports humains et, d'une sinistre histoire d'adultère et de revenants, il dresse un constat grinçant sur l'absurde reproduction des comportements d'échec.

## Adaptations
- Le roman a été adapté au cinéma en 1946 par Pierre Billon sous le titre L'Homme au chapeau rond, avec Raimu et Aimé Clariond.
- La Vengeance d'une femme réalisé par Jacques Doillon et sorti en 1990, avec Isabelle Huppert, s'inspire librement du roman.
- L'Éternel Mari, téléfilm de Denys Granier-Deferre en 1993, avec Roger Hanin, François Marthouret, Macha Méril. Les dialogues sont de Bertrand Poirot-Delpech.

## Éditions françaises
- L'Éternel Mari (traduit par Boris de Schloezer), Bibliothèque de la Pléiade, Édition Gallimard, 1956, 146 p.  (ISBN 2-07-010178-9)
- L'Éternel Mari (traduit par André Markowicz), Éditions Actes Sud, Collection Babel, Arles, 1997,  (ISBN 2 7427 1285 2)